# Fielder Cook
Fielder Cook auch J. Fielder Cook (* 9. März 1923 in Atlanta, Georgia als James Fielder Cook; † 20. Juni 2003 in Charlotte, North Carolina) war ein US-amerikanischer Filmregisseur und Produzent. Er drehte über 30 Fernsehfilme, einige davon erhielten den Emmy als Fernsehpreis und Cook inszenierte auch mehrere Kinofilme, darunter Filme wie Höchster Einsatz in Laredo oder Die Pille war an allem schuld.

## Leben und Karriere
James Fielder Cook wurde 1923 in Atlanta im Bundesstaat Georgia geboren und wuchs in Tampa, Florida auf. Er graduierte von Washington and Lee University in Lexington, Virginia, und war ein Offizier in der Marine während des Zweiten Weltkriegs.
Von des Mediums frühesten Tagen, als Dramen live durchgeführt wurden, war Fielder Cook einer der angesehensten Regisseure im amerikanischen Fernsehen. Er begann seine Karriere im Jahr 1950 mit Lux Video Theater und arbeitete danach an Kraft Television Theater, Playhouse 90 und The Kaiser Aluminum Hour.
Ein früher Erfolg war Patterns, eine Rod Serling Geschichte über die Corporate-Welt, die von NBC im Jahr 1955 ausgestrahlt wurde. Es spielten Ed Begley und Everett Sloane. Cook gewann einen Emmy für das beste Fernsehspiel. Nach dem Fernseherfolg brachten Rod Serling und Fielder Cook den Film als Remake auch ein Jahr später als Morgen trifft es dich als Spielfilm ins Kino.
In den 1960er Jahren inszenierte Cook Episoden von den Serien The Defenders und Die 50-Minute Hour, gewann zwei Emmys als Regisseur und Produzent von Brigadoon für ABC.
Seit 1966 arbeitete er auch wieder als Filmregisseur für das US-amerikanische Kino. Er drehte den Western Höchster Einsatz in Laredo, mit Jason Robards, Joanne Woodward und Henry Fonda. Im Jahr 1968 inszenierte er die Komödie Zärtlich schnappt die Falle zu mit Darstellern wie Dean Martin, Stella Stevens und Eli Wallach. Und im selben Jahr feierte noch eine weitere romantische Komödie von ihm  Premiere im Kino: Die Pille war an allem schuld mit Deborah Kerr und David Niven.
Er gewann einen weiteren Emmy Award für eine Adaptation von Arthur Millers Stück The Price für NBC im Jahr 1971, und im selben Jahr drehte er The Homecoming: A Christmas Story, die die Grundlage für die erfolgreiche Familien-Serie Die Waltons wurde.
1973 drehte er mit Ingrid Bergman den Film Der geheimnisvolle Engel. 1986 drehte er seinen letzten Film fürs Kino. Mit Das Geschäft des Lebens adaptierte er Saul Bellows Roman Seize the Day mit Robin Williams in der Hauptrolle.
Als Fielder Cook am 20. Juni in Charlotte, North Carolina starb, war er ein preisgekrönter Regisseur von Filmen und TV-Dramen. Er wurde 80 Jahre alt.

## Auszeichnungen
- 1959: Nominierung für den Goldenen Bären – Internationale Filmfestspiele Berlin 1959 (Der Goliath von Galway)[2]
- 1963: Emmy-Award-Nominierung in der Kategorie Outstanding Directorial Achievement in Drama (Big Deal in Laredo bei The DuPont Show of the Month)
- 1967: Emmy Award in der Kategorie  Outstanding Directorial Achievement in Variety or Music (Brigadoon)
- 1967: Emmy Award in der Kategorie  Outstanding Musical Program (Brigadoon)
- 1969: Emmy-Award-Nominierung in der Kategorie  Outstanding Directorial Achievement in Drama (Teacher, Teacher)
- 1971: Emmy Award in der Kategorie  Outstanding Directorial Achievement in Drama (The Price on Hallmark Hall of Fame)
- 1972: Emmy-Award-Nominierung in der Kategorie  Outstanding Directorial Achievement in Drama (The Homecoming: A Christmas Story)
- 1976: Emmy-Award-Nominierung in der Kategorie  Outstanding Directing in a Drama Series (Beacon Hill)
- 1977: Emmy-Award-Nominierung in der Kategorie  Outstanding Directing in a Special Program (Judge Horton and the Scottsboro Boys)
- 1987: Sundance-Film-Festival-Grand-Jury-Prize-Nominierung in der Kategorie Drama (Seize the Day)

## Filmografie (Auswahl)

### Kinofilme
- 1956: Morgen trifft es dich (Patterns)
- 1959: Der Goliath von Galway (Home Is the Hero)
- 1966: Höchster Einsatz in Laredo (A Big Hand for the Little Lady)
- 1968: Zärtlich schnappt die Falle zu (How to Save a Marriage and Ruin Your Life)
- 1968: Die Pille war an allem schuld (Prudence and the Pill)
- 1972: Ein gewisser General Bonaparte (Eagle in a Cage)
- 1973: Der geheimnisvolle Engel (From the Mixed-Up Files of Mrs. Basil E. Frankweiler)

### Fernsehfilme
- 1966: Brigadoon
- 1971: Die Waltons (The Waltons)
- 1976: Richter Hortons größter Fall (Judge Horton and the Scottsboro Boys)
- 1979: Der weite Weg zu zweit (Too Far to Go)
- 1981: Die Lady (Family Reunion)
- 1983: Das Leben der Frances Farmer (Will There Really Be a Morning?)
- 1986: Das Geschäft des Lebens (Seize the Day)
- 1987: Freundschaft ohne Grenzen (A Special Friendship)